# 빙구 와 무타리카
빙구 와 무타리카(영어: Bingu wa Mutharika, 1934년 2월 24일~2012년 4월 5일)는 말라위의 경제학자이자 정치인으로, 2004년부터 2012년까지 말라위의 대통령을 지냈다. 2012년 4월 5일, 심장마비로 사망하였다.

## 생애
그는 1934년, 말라위 남부의 중심지 블랜타이어 (Blantyre)에서 30 km 정도 떨어진 티올로 (Thyolo) 라는 곳에서 태어났다. 태어날 당시의 이름은 브라이트선 웹스터 라이존 톰 (Brightson Webster Ryson Thom) 이었지만, 범아프리카주의가 아프리카 대륙을 휩쓴 1960년대에 성을 무타리카로 되돌림과 동시에 이름을 빙구로 하였고, 후에 이름 사이에 와 (wa)를 덧붙였다. 개명의 이유로는, 당시 말라위의 독재자 헤이스팅스 반다가 적대자를 구속하고 있었던 것에서 기인하고 있다.
초등학교 교장의 아들로 태어난 그는 인도의 델리 대학교에서 경제학 석사 학위를 취득하였고, 후에 캘리포니아주의 퍼시픽 웨스턴 대학교 (Pacific Western University)에서 개발경제학 박사 학위를 취득하였다.
말라위와 잠비아 정부에서 공무원으로 일한 그는 1978년부터 유엔 직원이 되었고, 1990년에 들어서 남동부 아프리카 공동 시장 (COMESA)의 초대 사무국장에 올랐다. 무타리카가 유엔에 참여할 것을 결정한 이유 중 하나로, 스스로 말라위의 종신 대통령을 선언한 반다 독재 정권에의 반대 입장 표시라는 것이 있었다. 반다 독재 정권이 무너져 말라위가 민주화되었을 때에 무타리카는 새로운 정당인 통일 민주 전선 (UDF)의 창설자 중 한 명이 되었으며, 통일 민주 전선은 1994년 선거에서 승리를 거두었다.
무타리카는 당초 통일 민주 전선 (UDF)의 당수이며 대통령인 바킬리 물루지를 지지했었지만, 그 뒤 물루지의 경제 정책에 반대 의견을 내세우며 통일 민주 전선을 탈당하였다. 1997년 무타리카는 통일당 (UP) 을 만들었지만, 1999년 말라위 대통령 선거에서 득표율 1% 미만이라는 결과에 그쳐 물루지 정권에 대한 반대는 실패로 끝났다.
그 후에 무타리카는 통일당을 해산하고 다시 통일 민주 전선에 복귀하였다. 2002년에는 물루지 대통령으로부터 후계자로 지명되었고, 2004년에 5월 열린 말라위 대통령 선거에서 36%의 득표를 얻어 말라위 대통령에 당선되었다.
2009년 5월 19일, 말라위회의당의 존 템보 후보를 꺾고 재선되었다.
2010년 11월, 초청국 정상 자격으로 G20 서울 정상회의에 참석하기 위해 대한민국을 방문하였다.
2012년 4월 5일, 갑작스럽게 심장마비로 사망하였다. 향년 79세

## 역대 선거 결과
| 선거명      | 직책명          | 대수 | 정당         | 득표율 | 득표수      | 결과 | 당락 |
| ----------- | --------------- | ---- | ------------ | ------ | ----------- | ---- | ---- |
| 1999년 선거 | 말라위의 대통령 | 2대  | 통일당       | 0.47%  | 22,073표    | 5위  | 낙선 |
| 2004년 선거 | 말라위의 대통령 | 3대  | 통일민주전선 | 35.97% | 1,195,586표 | 1위  |      |
| 2009년 선거 | 말라위의 대통령 | 3대  | 민주진보당   | 66.17% | 2,963,820표 | 1위  |      |